# Stachytarpheta glauca
Stachytarpheta glauca là một loài thực vật có hoa trong họ Cỏ roi ngựa. Loài này được (Pohl) Walp. miêu tả khoa học đầu tiên năm 1845.